# DEV-Pokal
Der DEV-Pokal war ein Eishockeywettbewerb, der 1958 im Rahmen der Eishockey-Oberliga sowie zwischen 1966 und 1968 im Rahmen der Eishockey-Bundesliga ausgespielt wurde. Der ursprüngliche Wettbewerb 1958 wurde vom Deutschen Eissport-Verband ausgetragen, ab 1966 wurde der Pokal vom 1963 gegründeten Deutschen Eishockey-Bund organisiert. Der alte Namen wurde übernommen, obwohl der DEV inzwischen alle Kompetenzen im Eishockeybereich an den DEB übertragen hatte.

## Geschichte und Modus
1958 wurde der DEV-Pokal zwischen den sechs Mannschaften der Oberliga ausgetragen, die sich nicht für die Finalrunde qualifiziert hatten, ausgespielt. Erster Titelträger war Preussen Krefeld.
1966 wurde DEV-Pokal-Sieger unter den Teilnehmern der Abstiegsrunde ermittelt. Die Wiedereinführung des Wettbewerbs war im Rahmen der Reformmaßnahmen der Liga, welche den Saisonverlauf spannender machen sollten, beschlossen worden. Da der SC Riessersee sowie Preussen Krefeld am Ende der Doppelrunde punktgleich auf dem ersten Platz lagen, wurde der Gewinner in einem Entscheidungsspiel ermittelt, welches schließlich der SC Riessersee mit 6:4 gewinnen konnte. In den folgenden zwei Jahren wurde der DEV-Pokalsieger zwischen den beiden Erstplatzierten der Relegationsrunden West und Süd ausgespielt.

## Sieger
- 1958:  Preussen Krefeld
- 1965:[1]  SC Riessersee
- 1966:  SC Riessersee
- 1967:  FC Bayern München
- 1968:  Krefelder EV